# Līga Dekmeijere
Līga Dekmeijere (Riga, 21 de Maio de 1983) é uma tenista profissional letã, especialista em duplas, seu melhor ranking de 54° pela WTA.

## Finais

### Duplas (1)
| Legenda: Antes 2009        | Legenda: Começado em 2009 |
| -------------------------- | ------------------------- |
| Grand Slam tournaments (0) |                           |
| Olimpíadas (0)             |                           |
| WTA Championships (0)      |                           |
| Tier I (0)                 | Premier Mandatory (0)     |
| Tier II (0)                | Premier 5 (0)             |
| Tier III (1)               | Premier (0)               |
| Tier IV & V (0)            | International (0)         |

| N. | Data               | Torneio             | Piso   | Parceira        | Oponentes na final              | Placar   |
| 1. | Fevereiro 17, 2008 | Viña del Mar, Chile | Saibro | Alicja Rosolska | Mariya Koryttseva Julia Schruff | 7–5, 6–3 |

### Doubles runner-up
| N. | Data             | Torneio                          | Piso     | Parceira          | Oponentes na final                  | Placar              |
| 1. | Novembro 6, 2005 | Cidade do Quebec, Quebec, Canada | Duro (i) | Ashley Harkleroad | Anastasia Rodionova Elena Vesnina   | 6–7 (4), 6–4, 6–2   |
| 2. | Janeiro 13, 2006 | Canberra, Australia              | Duro     | Claire Curran     | Marta Domachowska Roberta Vinci     | 7–6 (5), 6–3        |
| 3. | Junho 20, 2008   | 's-Hertogenbosch, Holanda        | Grama    | Angelique Kerber  | Marina Erakovic Michaella Krajicek  | 6–3, 6–2            |
| 4. | Abril 19, 2009   | Charleston, EUA                  | Saibro   | Patty Schnyder    | Bethanie Mattek-Sands Nadia Petrova | 6–7(5), 6–2, [11–9] |